# Spergularia azorica
Spergularia azorica (Kindb.) Lebel é uma espécie botânica pertencente à família Caryophyllaceae. Endémica nos Açores, é uma espécie protegida pela Convenção de Berna e pela Directiva Habitats.

## Descrição
Herbácea vivaz pequena, com 5 a 30 cm de altura, folhas pequenas verde brilhante com pêlos glandulares, flores brancas.

## Distribuição e ecologia
Estão assinaladas populações esparsas pelas costas de todas as ilhas do arquipélago, sempre muito próximo ao mar, instaladas em falésias costeiras expostas à água salgada.
Com excepção da ilha de Santa Maria, o habitat da S. azorica está confinado às costas rochosas, associado a superfícies de lavas muito fissuradas. Os povoamentos da espécie concentram-se ao longo das fissuras da rocha do supralitoral, imediatamente acima da linha de preia-mar, recebendo um aporte significativo de água e de nutrientes por escorrência sobre as rochas circundantes. A espécie tende a ocorrer em substratos saxícolas (90%) ou fissurículas (10%).
Na ilha Santa Maria S. azorica forma comunidades de microfanerófitos suculentos cujo habitat não se restringe à costa, mas tende a ter uma distribuição mais alargada, avançando para locais de maior altitude. Deste modo, ocorre não são nas fendas das lavas, mas também em depósitos de argilas e em depósitos de vertente.
Seguindo os códigos atribuídos no anexo I à Directiva Habitats, a espécie é característica dos habitats naturais de interesse comunitário cuja conservação exige a designação de zonas especiais de conservação a que correspondem os códigos 1220 (Vegetação perene das praias de calhaus rolados) e 1250 (Falésias com flora endémica das costas macaronésias).